# 五哥
五哥（1670年—？年），又名五格，字參五，號瑞菴。富察氏，滿洲鑲黃旗馬武佐領下人，清朝政治人物。

## 生平
康熙二十九年（1690年）庚午科鄉試舉人。三十年（1691年）中式辛未科會試，未殿試。
三十三年（1694年）甲戌科補殿試，位列第三甲第五十二名同進士出身。朝考選翰林院庶吉士。
三十六年（1697年）七月二十五日，散館，改授對品旗員。後未銓補。

## 家族及關連
法保屬鑲黃旗滿洲沙濟富察氏第九世。
- 曾祖：達爾漢，官至二等侍衛。
- 祖父：瓦汉。
- 父：努赫，礼部右侍郎。
- 女：左副都御史觉罗碩博會孙子佛倫嫡妻。[9]